# Szmuk Irén
Szmuk Irén, Lautmann (Kolozsvár, 1901. december 20. – ?) erdélyi magyar háztartástani szakíró.

## Életútja, munkássága
1919-ben érettségizett a kolozsvári De Gerando Leánygimnáziumban, majd tisztviselő volt. 1949–55 között a Romániába menekült görög és koreai gyerekek telepének (Pâclişa, Suceava megye) igazgatója. Háztartástani írásait a Dolgozó Nő, Vörös Zászló és a marosvásárhelyi területi rádióstúdió magyar adása közölte.

## Kötetei
- 1006 ételrecept egészségeseknek és betegeknek (Bukarest : Technikai Könyvkiadó, 1959; 2. kiad. 1960; 3. kiad. Bukarest, 1962); 4. bővített kiadása 1235 ételrecept egészségeseknek és betegeknek címmel (Bukarest, 1976).